# Diviana eudoreella
Diviana eudoreella är en fjärilsart som beskrevs av Émile Louis Ragonot 1888. Diviana eudoreella ingår i släktet Diviana och familjen mott. Inga underarter finns listade i Catalogue of Life.